# Scolitantides jeholana
Scolitantides jeholana är en fjärilsart som beskrevs av Matsumura 1949. Scolitantides jeholana ingår i släktet Scolitantides och familjen juvelvingar. Inga underarter finns listade.